# One American Movie
One American Movie è un film progettato dal regista franco-svizzero Jean Luc Godard e realizzato solo in parte. Il materiale girato fu in seguito incluso dai produttori D. A. Pennebaker e Richard Leacock, insieme a molte riprese di "backstage" dello stesso Godard che istruisce gli attori e dirige le riprese, in un film di nuova confezione intitolato One P.M., inteso come abbreviazione di One parallel movie.

## Trama
Il film è composto da una serie di sequenze giustapposte senza un filo logico, e senza alcun riferimento con il progetto iniziale di Jean-Luc Godard.
Un pellerossa recita slogan della sinistra americana ispirandosi a un testo inciso su un registratore portatile che ha con sé. In un unico piano sequenza della durata di 8 minuti circa, un uomo sale con un montacarichi posizionato all'esterno di un grattacielo in costruzione, ripetendo con differenti intonazioni le frasi che gli vengono dettate da un registratore portatile; giunto all'ultimo piano, inverte il movimento e torna giù.
Durante le prove per la scena in uno studio di ripresa, Godard consegna all'attore Rip Torn il registratore portatile e gli fornisce istruzioni su come variare l'intonazione delle frasi che dovrà ripetere.
Eldridge Cleaver, uno dei leader delle Pantere nere, parla di cinematografia e lamenta di non avere mai avuto un buon rapporto con i registi. Durante una conversazione a quattro alla periferia di Berkeley, alla presenza di Richard Leacock e Tom Luddy, il leader della protesta giovanile Tom Hayden (che al tempo era compagno di Jane Fonda) afferma che le idee nel cinema come nella fiction devono apparire assolutamente naturali; Godard lo contraddice affermando che, al contrario, l'arte è assolutamente innaturale.
Lo scrittore e musicista Amiri Baraka suona e canta jazz accompagnato da una band afroamericana per strada a Harlem.
In un ufficio di Lower Manhattan, una giovane avvocatessa parla del proprio lavoro nel cuore finanziario del capitalismo. La cinepresa la segue mentre esce dall'ufficio e si reca a prendere la metropolitana.
Un attore vestito da soldato nordista tiene in una scuola una lezione durante la quale dice agli alunni, per la maggior parte neri, che i media mentono. I ragazzi ribattono che non c'è bisogno che un rottinculo bianco venga a dire loro cose che già sanno.
Sul tetto di un hotel di Manhattan, il gruppo rock Jefferson Airplane si esibisce in un concerto; in tutto il quartiere la gente si affaccia alle finestre per ascoltare, i curiosi bloccano il traffico.

## Critica
Il progetto di un film americano di Jean-Luc Godard nasce nel 1968, quando il regista, già estremamente famoso in patria, si reca negli Stati Uniti per promuovere la distribuzione di alcuni suoi film: La cinese, la cui visione ha una fortissima influenza sui leader studenteschi che si formano durante la contestazione politica alla Columbia University; Les carabiniers girato cinque anni prima, e Week End, in sala proprio nel mese di ottobre quando il regista atterra a New York.
Il secondo motivo per cui Godard attraversa l'oceano è l'invito dei cineoperatori Richard Leacock e D. A. Pennebaker a girare un film che fotografi “lo stato dell'America”, sul modello di One Plus One, con i Jefferson Airplane al posto dei Rolling Stones. Insieme al regista arrivano la sua seconda moglie, Anne Wiazemsky, che recita qualche piccola parte nel film, Jean-Pierre Gorin e Isabel Pons, con i quali Godard fonderà a breve il collettivo cinematografico Gruppo Dziga Vertov. Le riprese a New York durano una settimana, poi Godard vola a San Francisco per girare le scene con Tom Hayden nel campus della Berkeley University. Nella città di Oakland intervista il leader carismatico delle Pantere Nere, Eldridge Cleaver, che gli chiede 5000 dollari per le riprese.
Il 19 novembre la troupe torna a New York per filmare un concerto dei Jefferson Airplane sul tetto dello Schuyler Hotel; un pubblico di curiosi blocca il traffico in strada, finché la polizia li disperde e interrompe il concerto dei musicisti che li provocano apertamente.
Godard visiona la pellicola e rimane immediatamente deluso. Rimprovera a Pennebaker che le riprese a casa di Eldridge Cleaver siano praticamente tinte di rosa, e detesta gli zoom sui volti degli attori che sono invece una caratteristica dell'operatore americano. Il suo modo di lavorare è completamente contrario rispetto a quello dei due cineoperatori/produttori, al punto che il regista rifiuta di continuare l'opera. A questo punto Leacock e Pennebaker si mettono d'accordo con la produzione per utilizzare il materiale e montare un altro film, One Parallel Movie, spesso abbreviato in One PM, per opposizione all'originario One AM. Questa versione sarà l'unica a essere distribuita, nel 1972.